# Persone di cognome Boyd
| Questa pagina contiene informazioni ricavate automaticamente dalle voci biografiche con l'ausilio del template Bio e di un bot. L'aggiornamento è periodico e automatico e ricostruisce completamente la pagina. Se manca una persona in questa lista, sei pregato di non aggiungerla, ma accertati piuttosto che la sua voce biografica contenga il template Bio e che i dati anagrafici siano correttamente compilati. Se il template Bio manca, inseriscilo tu stesso o, in alternativa, metti l'avviso {{tmp\|Bio}} che ne segnala la mancanza. Se i dati riportati sono sbagliati, correggi direttamente la voce biografica; le modifiche saranno visibili in questa lista entro pochi giorni. Per chiarimenti vedi il progetto antroponimi. La lista contiene solo le 65 persone che sono citate nell'enciclopedia e per le quali è stato implementato correttamente il template Bio. Pagina aggiornata al 7 ago 2025. |

Questa è una lista di persone presenti nell'enciclopedia che hanno il cognome Boyd, suddivise per attività principale.

## Allenatori di sci alpino(1)
- Rob Boyd, allenatore di sci alpino e ex sciatore alpino canadese (Vernon, n. 1966)

## Astiste(1)
- Alana Boyd, ex astista australiana (Melbourne, n. 1984)

## Attori(8)
- William Boyd, attore statunitense (Hendrysburg, n. 1895 - Laguna Beach, † 1972)
- Billy Boyd, attore e cantante britannico (Glasgow, n. 1968)
- Cayden Boyd, attore statunitense (Bedford, n. 1994)
- Darren Boyd, attore britannico (Hastings, n. 1971)
- Guy Boyd, attore statunitense (Chicago, n. 1943)
- Jimmy Boyd, attore e cantante statunitense (McComb, n. 1939 - Santa Monica, † 2009)
- John Boyd, attore statunitense (New York, n. 1981)
- Stephen Boyd, attore britannico (Glengormley, n. 1931 - Los Angeles, † 1977)

## Attrici(4)
- Betty Boyd, attrice statunitense (Kansas City, n. 1908 - Los Angeles, † 1971)
- Jenny Boyd, attrice inglese (Sion, n. 1991)
- Lynda Boyd, attrice canadese (Vancouver, n. 1965)
- Michele Boyd, attrice statunitense (Gainesville, n. 1980)

## Aviatori(1)
- John Boyd, aviatore statunitense (Erie, n. 1927 - West Palm Beach, † 1997)

## Bassisti(1)
- Will Boyd, bassista statunitense (Little Rock, n. 1979)

## Calciatori(8)
- Allan Boyd, calciatore scozzese (Dumbarton, n. 1926 - † 2019)
- George Boyd, ex calciatore scozzese (Chatham, n. 1985)
- Kris Boyd, ex calciatore scozzese (Irvine, n. 1983)
- Navion Boyd, ex calciatore giamaicano (Kingston, n. 1986)
- Terrence Boyd, calciatore tedesco (Brema, n. 1991)
- Tom Boyd, ex calciatore scozzese (Glasgow, n. 1965)
- Tyler Boyd, calciatore neozelandese (Tauranga, n. 1994)
- Walter Boyd, ex calciatore giamaicano (Kingston, n. 1972)

## Canottieri(2)
- Micah Boyd, canottiere statunitense (Saint Paul, n. 1982)
- Phil Boyd, canottiere canadese (Toronto, n. 1876 - Toronto, † 1967)

## Cantanti(2)
- Brandon Boyd, cantante statunitense (Los Angeles, n. 1976)
- Little Eva, cantante statunitense (Belhaven, n. 1943 - New York, † 2003)

## Cestiste(3)
- Asia Boyd, cestista statunitense (Detroit, n. 1992)
- Brittany Boyd, ex cestista e allenatrice di pallacanestro statunitense (Berkeley, n. 1993)
- Carla Boyd, ex cestista australiana (Wynyard, n. 1975)

## Cestisti(4)
- Freddie Boyd, cestista statunitense (Bakersfield, n. 1950 - Bakersfield, † 2023)
- Dennis Boyd, ex cestista statunitense (Portsmouth, n. 1954)
- Flinder Boyd, ex cestista statunitense (San Francisco, n. 1980)
- Ken Boyd, ex cestista statunitense (Frederick, n. 1952)

## Critici letterari(1)
- Brian Boyd, critico letterario e docente neozelandese (Belfast, n. 1952)

## Direttori della fotografia(2)
- David Boyd, direttore della fotografia e regista statunitense (Cripple Creek)
- Russell Boyd, direttore della fotografia australiano (Victoria, n. 1944)

## Esploratrici(1)
- Louise Boyd, esploratrice, fotografa e botanica statunitense (San Rafael, n. 1887 - San Francisco, † 1972)

## Giocatori di football americano(7)
- Dennis Boyd, ex giocatore di football americano statunitense (Washington, n. 1955)
- Josh Boyd, giocatore di football americano statunitense (Philadelphia, n. 1989)
- Khristian Boyd, giocatore di football americano statunitense (Kansas City, n. 2000)
- Kris Boyd, giocatore di football americano statunitense (Gilmer, n. 1996)
- Bobby Boyd, giocatore di football americano statunitense (Dallas, n. 1937 - Garland, † 2017)
- Tajh Boyd, ex giocatore di football americano e allenatore di football americano statunitense (Hampton, n. 1990)
- Tyler Boyd, giocatore di football americano statunitense (Clairton, n. 1994)

## Giocatori di poker(1)
- Bill Boyd, giocatore di poker statunitense (n. 1906 - Las Vegas, † 1997)

## Golfisti(1)
- Tim Boyd, golfista statunitense (Natchez, n. 1861 - Milwaukee, † 1914)

## Hockeisti su ghiaccio(1)
- Dustin Boyd, hockeista su ghiaccio canadese (Winnipeg, n. 1986)

## Letterati(1)
- Henry Boyd, letterato e traduttore irlandese (Irlanda, n. 1750 - Ballintenycla, † 1832)

## Modelle(1)
- Pattie Boyd, ex modella e fotografa britannica (Taunton, n. 1944)

## Pianisti(1)
- Eddie Boyd, pianista, chitarrista e compositore statunitense (Stovall, n. 1914 - Helsinki, † 1994)

## Piloti automobilistici(1)
- Johnny Boyd, pilota automobilistico statunitense (Fresno, n. 1926 - Fresno, † 2003)

## Pittori(1)
- Arthur Boyd, pittore australiano (Murrumbeena, n. 1920 - Melbourne, † 1999)

## Produttori discografici(1)
- Joe Boyd, produttore discografico statunitense (Boston, n. 1942)

## Pugili(2)
- James Boyd, pugile statunitense (Rocky Mount, n. 1930 - Baltimora, † 1997)
- F.X. Toole, pugile, allenatore di pugilato e scrittore statunitense (Long Beach, n. 1930 - Torrance, † 2002)

## Rapper(1)
- Classified, rapper canadese (Enfield, n. 1977)

## Registi(1)
- Paul Boyd, regista scozzese (Scozia)

## Registi teatrali(1)
- Michael Boyd, regista teatrale e direttore artistico britannico (Belfast, n. 1955 - † 2023)

## Scrittori(3)
- Edward Boyd, scrittore e sceneggiatore scozzese (Stevenston, n. 1916 - † 1989)
- Martin Boyd, scrittore australiano (Lucerna, n. 1893 - Roma, † 1972)
- William Boyd, scrittore e sceneggiatore britannico (Accra, n. 1952)

## Tenniste(1)
- Esna Boyd, tennista australiana (Melbourne, n. 1899 - † 1966)

## Teologi(1)
- Gregory A. Boyd, teologo e saggista statunitense (Cleveland, n. 1957)